# Domingos Vellasco
Domingos Neto de Vellasco PMMSD (Goiás, 1899 — Rio de Janeiro, 1973) foi um militar, jurista, advogado, jornalista, pesquisador, historiador, escritor, ensaísta, administrador, ativista político, diplomata e  conferencista brasileiro. 
Vellasco serviu como deputado federal, senador e ministro do Tribunal Superior do Trabalho. Participou do Movimento Tenentista. Foi um dos fundadores da União Democrática Nacional, em 7 de abril de 1945, da ala Esquerda Democrática da UDN e, posteriormente, do Partido Socialista Brasileiro em 1947.

## Biografia
Domingos Netto de Vellasco, filho de Anna Maria Netto de Vellasco e de Francisco d'Abadia de Vellasco, nasceu no domicílio dos seus pais, situado na Rua das Caroças, na Cidade de Goiás, no dia 8 de outubro de 1899.
Apresentou tendências ao cristianismo social. Depois de ter cursado o primário na Escola Dona Pacífica, na antiga capital de Goiás, e de ter estudado  no Lyceu de Goiaz e no Colégio Militar do Rio de Janeiro, Vellasco entrou na Escola Militar do Realengo , também sediada no Rio de Janeiro. Lá, um “trote” aleijou-o. Veteranos ordenaram-lhe que ficasse de quatro. Um deles sentou-se no “lombo” de Vellasco e o grupo obrigou o calouro a dar inúmeras voltas em torno da piscina da escola. Horas depois, quando permitiram que Vellasco se levantasse, o seu joelho esquerdo estava completamente lesionado. Naquela época, diagnosticaram-no “sem cura”. Desse modo, Vellasco ficou aleijado da perna esquerda e, para auxiliá-lo a andar, teve de usar bengalas.
Em 1920, Domingos Netto de Vellasco saiu da Escola Militar do Realengo, aleijado, como primeiro-tenente. Juarez Távora e  Cordeiro de Farias foram seus colegas de turma. A atração pela carreira militar teve uma explicação na família: o seu pai, Francisco d’Abbadia de Vellasco,  “foi o primeiro goiano que se apresentou como voluntário na Guerra do Paraguai” .
Vellasco tocava piano e violão, entre outros instrumentos musicais. Durante alguns anos cursou Odontologia e Engenharia, mas só se graduou em Direito. No dia 13 de outubro de 1921, às 17h30min, o tenente Domingos Netto de Vellasco   casou-se com  Irisbella Rosa Marques de Paula, goiana, diante do Juiz de Paz e Casamentos, General Luiz Guedes D'Amorim, na residência dos pais da noiva, situada na Praça 11 de Junho, na Cidade de Goiás.
Domingos Vellasco e a sua esposa, tiveram dois filhos: Colmar de Paula Vellasco (1923) e Cleone de Paula Vellasco (1924), alunos do Colégio Santo Inácio, no Rio de Janeiro, depois graduados como engenheiros civis na Escola Nacional de Engenharia, também no Rio de Janeiro. Ambos tiveram cinco netos: dois, filhos do Dr. Colmar de Paula Vellasco, e três, filhos do Dr. Cleone de Paula Vellasco.

## Carreira política
Suas atividades na política iniciaram ao tomar parte do movimento tenentista, na década de 1920. A partir disto, Domingos seguiria ao Secretariado do Interventor federal de Goiás, Pedro Ludovico Teixeira e por fim, assumiria o parlamento federal por Goiás e pelo Rio de Janeiro. 

### Movimento tenentista
Entre 1920 e 1921, colaborou na Revista dos Militares, de Porto Alegre. Em Goiás, fundou e dirigiu A Imprensa, jornal especializado em política, linha de frente da Reação Republicana, movimento que promovia, entre 1921 e 1922, a candidatura de Nilo Peçanha à Presidência da República.
A vitória de Artur Bernardes, levou Vellasco ao Movimento Tenentista. Revoltado com as perseguições, participou da revolta de 5 de julho de 1924 em São Paulo. Debelada a revolta, o movimento ressurgiu armado, em 5 de julho de 1924, em São Paulo, quando conseguiram dominar a capital do estado, dirigido pelo General Isidoro Dias Lopes. A Revolta Paulista de 1924, também chamada de Revolução Esquecida, Revolução do Isidoro, Revolução de 1924 e de Segundo 5 de julho, foi a segunda revolta tenentista e o maior conflito bélico já ocorrido na cidade de São Paulo. Comandada pelo general reformado Isidoro Dias Lopes, contou com a participação de vários tenentes, entre os quais Joaquim do Nascimento Fernandes Távora (que faleceu na revolta), Juarez Távora, Miguel Costa, Eduardo Gomes, Índio do Brasil e João Cabanas, entre outros.  A derrota em Três Lagoas, no entanto, foi a maior derrota de toda esta revolta. Um terço das tropas revoltosas morreu, feriram-se gravemente, ou foram capturadas.
Como grande número dos tenentistas, Vellasco passou a apoiar a Aliança Liberal, com o objetivo de quebrar a hegemonia de São Paulo, que em oposição à política do café com leite , lançou Getúlio Vargas como candidato próprio a presidente do Brasil. Vellasco ficou do lado de Vargas, candidato a presidente apoiado pelo Rio Grande do Sul e por Minas Gerais. Com a derrota deste, deu apoio à Revolução de 1930.
Goiás estava dominado pela oligarquia da família Caiado. Alguns opositores do caiadismo decidiram criar na cidade de Anápolis, Goiás, um comitê de apoio à Aliança Liberal. Em 13 de outubro de 1929, em Anápolis, reunidos vários eleitores, na presença de Domingos Vellasco e de Mário de Alencastro Caiado, organizaram o comitê da Aliança Liberal de Anápolis, solidário com o extinto Partido Republicano de Goiás, para dar suporte eleitoral à campanha de Getúlio Vargas e João Pessoa à Presidência e Vice-Presidência da República. Resolveram, ainda, comunicar o ocorrido ao presidente Antônio Carlos, chefe a Aliança Liberal, hipotecando à sua Excelência o apoio do comitê, e manifestar o acatamento à administração de Alfredo de Moraes, enquanto estivesse agindo consoante a sua plataforma liberal.
Assinaram o documento, entre outros eleitores: Domingos Netto de Vellasco, Mário de Alencastro Caiado, João Luiz de Oliveira, Hermógenes Monteiro, José Rodrigues Jucão, Augusto Nominato, Lázaro Rodrigues de Sousa, Benedito Luiz de Oliveira, Sebastião Alarcão, Joaquim Flausino Teixeira e Querubino Pires Batista. Em Anápolis, os membros da Aliança Liberal foram intimidados por caiadistas a não comparecerem às urnas, sob pena de espancamento. No dia das eleições os aliancistas foram impedidos de votar, tanto que os candidatos da oposição não tiveram nenhum voto na cidade. Foi um dos fatores que levou à Revolução.

### Secretário de Segurança de Goiás
Ao se tornar presidente da República, Getúlio Vargas indicou interventores federais para os Estados. Vellasco foi o nome sugerido a interventor do Estado de Goiás pelo presidente Vargas e pelos aliados goianos. Mas não aceitou, alegando que só cumpriria mandatos quando eleito pelo povo. Havia uma disputa entre Mário de Alencastro Caiado e um médico Pedro Ludovico Teixeira para governar Goiás. O parentesco de Mário travou a indicação. Vellasco então indicou ao presidente Vargas, o nome de Pedro Ludovico Teixeira. E ficou acordado entre os aliados goianos que Vellasco seria o candidato a governador de Goiás na primeira eleição popular.
Em 23 de dezembro de 1930, Pedro Ludovico Teixeira foi nomeado Interventor do Estado de Goiás e ficou no comando do Estado até 1945. Quando empossado, Ludovico convidou Vellasco para Chefe de Polícia de Goiás e, em seguida, para o cargo de Secretário de Segurança.
Pouco depois de empossado na Secretaria de Segurança de Goiás, Vellasco baixou portaria coibindo a utilização da polícia na cobrança de dívidas entre patrões e trabalhadores. Alguns dias depois, convidou os patrões a se reunirem às 10 horas e os camaradas às 15 horas do dia 7 de dezembro (domingo) no edifício do Governo Municipal, a fim de se trocarem ideias sobre: a) salários mínimos; b) cadernetas de contas; c) assistência médica e acidentes no trabalho; d) outros assuntos. 
Na sequência dessa intervenção, Vellasco redige e obtém de Pedro Ludovico Teixeira o Decreto 411, cujo introito justificativo diz: “Considerando que é antijurídica a situação das relações entre patrões e camaradas, em alguns municípios deste Estado; considerando que há vultoso capital empregado nas contas de camaradas e merecedor de amparo legal, de vez que foi empregado de boa fé; considerando também que ao camarada assiste o direito de ter justa remuneração e outras garantias ao seu trabalho...”.
O Decreto 411, de 23 de dezembro de 1930, publicado no Correio Oficial de 30 de dezembro de 1930, da autoria de Domingos Netto de Vellasco, representou uma tomada de posição política do governo goiano diante de uma situação escandalosa de patrocínio da ilegalidade. Mandava que a caderneta de contas ficasse em poder do trabalhador, estabelecia uma tabela de salários mínimos, proibia a contratação de menores sem assistência de curadores e estabelecia a Secretaria de Segurança Pública como órgão de fiscalização de relações de trabalho no campo e o secretário como árbitro ao qual competia aplicar multas e mandar prender os que fugissem aos termos dos contratos.
No final de 1931, Vellasco assumiu a Procuradoria dos Negócios de Goiás no Rio de Janeiro.

### Clube 3 de Outubro
Vitoriosa a Revolução de 1930 e instalado o governo de Getúlio Vargas, logo surgiram atritos entre as forças que o sustentavam. De um lado, colocavam-se os tenentes, que se autointitulavam revolucionários autênticos; de outro, os políticos ligados às oligarquias dissidentes que haviam dado apoio à Revolução.
Nesse ambiente, os principais líderes da facção tenentista decidiram criar uma organização política que sistematizasse as propostas do grupo e unificasse sua atuação. Essa organização política foi denominada Clube 3 de Outubro, fundada em fevereiro de 1931, no Rio de Janeiro, por pessoas vinculadas ao movimento tenentista, em apoio ao Governo Provisório de Getúlio Vargas. Domingos Vellasco tornou-se integrante do Clube 3 de Outubro, em 1932. Domingos foi o Comandante-Geral das forças goianas no combate à Revolução Constitucionalista de 1932, em São Paulo.

### Deputado federal constituinte de 1934
Em 1933, Domingos Netto de Vellasco foi eleito deputado federal para a Assembleia Nacional Constituinte, pelo Partido Social Republicano de Goiás, ao lado de Mário de Alencastro Caiado, José Honorato da Silva e Sousa e Nero de Macedo.
Na Assembleia Constituinte de 1933-1934, o PSR dividiu-se: uma ala dita "esquerdista", representada por Vellasco, Wagner Estelita Campos, Paulo Fleury da Silva e Sousa e Dário Délio Cardoso, e a corrente moderada, com a maioria dos líderes. Vellasco era um dos líderes da dissidência.
Domingos Netto de Vellasco pensava no social de modo amplo e defendia a necessidade da intervenção do Estado na economia. Apresentou à Comissão Constitucional, em 19 de dezembro de 1933, uma emenda que daria à União competência para intervir no funcionamento do sistema econômico do País, reorganizando-o "conforme os princípios da justiça social e as necessidades da vida nacional". Entre os pontos principais dessa emenda, constava o que permitia a socialização de empresas econômicas. Mas com base na lei e quando assim o exigisse o interesse público..
Em linhas gerais, Vellasco defendeu, de modo orgânico, a intervenção do Estado na economia, com finalidades sociais e com o objetivo de reordená-lo em nome do bem comum. Leitor de Karl Marx, discordava do pensamento leninista e acreditava no socialismo democrático. Era um cristão socialista e não um comunista. Defendeu, na elaboração da Constituição de 1934, a limitação do lucro à justa distribuição do capital, pertencendo o excesso, em 2/3, à União, aos estados e aos municípios.

### Disputa pelo governo estadual de Goiás

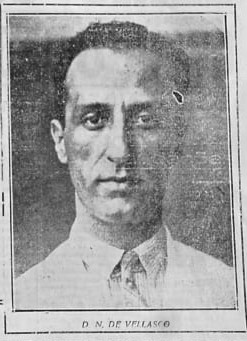
Deputado federal por Goiás, Domingos Vellasco da Coligação Libertadora.

Em 1934, Domingos Neto de Vellasco rompeu com Pedro Ludovico Teixeira, no Congresso de Ipameri, consolidou seu apoio político com a base caiadistas, inclusive com Totó Caiado se candidatando ao lado de Domingos ao Senado. Subsequentemente, ele foi eleito deputado federal e disputou na eleição indireta pelo Governo de Goiás em 1935, porém dado o fato de que a maioria qualificada estava com o Partido Social Republicano, Ludovico venceu por 16 a 8. O fato era que Domingos foi preterido pelo grupo situacionista para ser o candidato da base governista.
Ele formalizou a Coligação Libertadora, após a fundação do Partido Libertador de Goiás em 25 de julho de 1934, com apoio, além de Caiado, de Alfredo Lopes de Morais e o desembargador Emílio Francisco Póvoa.

### Estado Novo
Em 10 de novembro de 1937, Estado Novo é instaurado por Getúlio Vargas em 10 de novembro de 1937, que durou até 29 de outubro de 1945, caracterizado pela centralização do poder, pelo nacionalismo, pelo anticomunismo e pelo autoritarismo. Domingos Vellasco foi opositor do Estado Novo. Entre outras acusações, o deputado Domingos Vellasco bradava que Vargas não permitia que os brasileiros procurassem petróleo livremente no território nacional.
Durante o Estado Novo, Vellasco buscou a criação da carteira de trabalho e da Justiça do Trabalho; pela implantação do salário mínimo; pela estabilidade do emprego depois de dez anos de serviço – revogada em 1966, substituída pelo Fundo de Garantia por Tempo de Serviço (FGTS) –; pelo descanso semanal remunerado; pela regulamentação do trabalho dos menores de idade, da mulher e do trabalho noturno; pela jornada de trabalho em oito horas diárias de serviço, e pelo direito à aposentadoria a todos os trabalhadores. Vellasco defendeu a ANL. Posicionou-se, com os deputados Octávio da Silveira e Abguar Bastos  contra a expulsão de sargentos, praças e oficiais do Exército que participaram de comício da ANL. No plenário da Câmara, o deputado, próximo das lideranças da ANL, contra-atacou, baseando-se na mesma lei para pedir a suspensão das atividades da Ação Integralista Brasileira.
Diante das ameaças crescentes contra as liberdades públicas, os deputados federais Domingos Netto de Vellasco (GO – PSR) e João Café Filho (RN – Aliança Social), mais dezenove deputados federais e o senador Abel Chermont (PA – UPP), fundaram, em 11 de novembro de 1935, o Grupo Parlamentar Pró-Liberdades Populares, para combater o avanço do integralismo, a aplicação da lei de segurança nacional, defender a vigência das liberdades constitucionais e o cumprimento do rito processual legislativo. 

### Prisão
Conferindo ao Governo poderes de repressão quase ilimitados, as medida repressivas solicitadas pelo Poder Executivo e aprovadas pelo Parlamento tornavam vulneráveis até mesmo os próprios parlamentares. Com a edição do Decreto nº 702, de 21 de março de 1936, que declarava, pelo prazo de noventa dias, equiparada ao estado de guerra, a comoção intestina grave, articulada em diversos pontos do País desde novembro de 1935, com a finalidade de subverter as instituições políticas e sociais, o presidente Getúlio Vargas deu o passo decisivo para a implementação do regime de exceção, demonstrando dentro da própria Casa legislativa a força que então passava a deter. Um outro decreto – aprovado por uma seção permanente do Senado, que estava em recesso – eliminava mais algumas garantias que ainda prevaleciam durante o estado de guerra interna, como as imunidades parlamentares.  Vellasco era um socialista democrático cristão, não comunista. Mesmo assim, foi acusado de pertencer a um grupo que pretendia organizar um levante revolucionário ao estilo da Intentona Comunista de 1935.
No dia 23 de março de 1936 - apenas dois dias após a decretação da medida excepcional -, a força policial de Filinto Müller prendeu quatro deputados oposicionistas: Domingos Netto de Vellasco, João Mangabeira (BA – Concentração Autonomista), Otávio da Silveira (PR –ANL), e Abguar Bastos (PA – PL), e o senador Abel Chermont (PA – UPP), integrantes do Grupo Pró-Liberdades Populares, especialmente devido ao apoio dado à Aliança Nacional Libertadora.
A prisão de Vellasco e dos seus aliados por Filinto Müller provocou protestos por parte dos deputados da Minoria. Para legalizar essa medida, o Procurador Criminal da República encaminhou ao Congresso Nacional, no dia 3 de maio, uma solicitação de suspensão das imunidades parlamentares para instaurar processo-crime contra os deputados presos. O deputado João Café Filho (RN – Aliança Social) protestou contra essa medida. 
Os deputados Pedro Aleixo (MG – PP) e Adalberto Correia Sena (RS – PRL) representaram o Governo no Congresso Nacional, em contrariedade à Minoria parlamentar que se colocara contra a proposta do Ministro da Justiça e do Procurador. A relatoria do parecer coube ao deputado Alberto Álvares (MG – Representante dos empregadores da lavoura e da pecuária), que foi aprovado pela Comissão de Constituição e Justiça no dia 29 de junho e ratifica a autorização, solicitada pelo procurador criminal da República e concedida pela Sessão Permanente do Senado, para instaurar processo-crime contra os deputados Domingos Vellasco, Otávio da Silveira, Abguar Bastos e João Mangabeira .
Depois de intensas discussões nos dias 6, 7 e 8 de julho de 1936, o Plenário da Câmara dos Deputados aceitou a justificativa para as prisões e autorizou o processo contra os parlamentares presos. A proposição foi aprovada por 190 votos contra 59, depois de acirrados debates e apesar dos protestos da minoria oposicionista, liderada pelo Deputado João Neves da Fontoura (RS – PRR).
O Parlamento acabou cedendo, também, às pressões governistas para a prorrogação do estado de guerra. Nessa ocasião, a minoria parlamentar, defendendo o respeito às imunidades, conseguiu eleger o Deputado Domingos Netto de Vellasco (GO – PSR), que se encontrava na prisão, para membro da Comissão de Segurança Nacional.
Domingos Netto de Vellasco escreveu a sua Defesa Prévia (Rio de Janeiro, Editora Apollo, 1937) junto ao Tribunal de Segurança Nacional (TSN) e, ao se defender, jamais negou as suas convicções políticas em prol do socialismo, mas argumentou que, apesar de simpatizante da ANL, não apoiava a ideologia do Partido Comunista do Brasil (PCB).
Em 12 de maio de  1937, Domingos Vellasco e Abel Chermont foram julgados e absolvidos pelo TSN e postos em liberdade. João Mangabeira teve a sua pena anulada pelo Superior Tribunal Militar (STM). Abguar Bastos foi condenado a seis meses de prisão.  Octávio da Silveira teve a pena reduzida, também pelo STM, de três anos para seis meses. A atuação política de Vellasco foi um pretexto para o fechamento do Congresso Nacional, em 11 de novembro de 1937.

### A UDN e a Esquerda Democrática
No contexto da crise da ditadura, Vellasco participou ativamente do movimento em prol da redemocratização e da criação da União Democrática Nacional (UDN), em 7 de abril de 1945.  Domingos integrou a Comissão de Estudos de Direito Eleitoral e Organização Partidária da UDN. O partido reunia os opositores ao governo de Getúlio Vargas. Havia simpatizantes do socialismo e de outras correntes de esquerda, muitos deles atingidos pela repressão do Estado Novo.
Vellasco participou da fundação da ala Esquerda Democrática (ED) da UDN, que defendia o aprofundamento das conquistas sociais do governo de Vargas. O objetivo da ED era combinar as transformações sociais com ampla liberdade civil e política. Baseava-se em um conceito amplo de esquerda: socialismo construído de forma gradual e legal, o nacionalismo e a defesa da democracia. Diferenciava-se dos udenistas que defendiam o liberalismo econômico, e o socialismo autoritário e estatista dos comunistas. O seu programa defendia o regime representativo, a liberdade sindical e de organização partidária, a saúde pública, o ensino gratuito, a reforma agrária, a industrialização e o divórcio.
Ao lado de Vellasco, à esquerda, estavam Sergio Buarque de Hollanda, Herculino Cascardo, Hermes Lima, João Mangabeira, Juracy Magalhães, Edgar de Castro Rabelo, Joel Silveira, José Lins do Rego, Rubem Braga, Osório Borba, Jáder Moreira de Carvalho, Antonio Candido de Mello e Souza, Gilberto Freyre, Ozório Borba, Mário Apolinário dos Santos, Aluísio Campos, Nestor Duarte, Hélio Pellegrino, Roberto Gusmão, Bruno de Mendonça Lima, Paulo Emílio Salles Gomes e Azis Simão, entre outros intelectuais brasileiros. Inicialmente, também os comunistas Astrojildo Pereira e Caio Prado Júnior fizeram parte da Esquerda Democrática, mas retornaram ao PCB quando da legalização do partido. Vellasco foi imediatamente eleito pelos seus correligionários como Secretário-Geral da Esquerda Democrática.
Em 25 de agosto de 1945, a Esquerda Democrática (ED), como bloco autônomo dentro da UDN, concorreu na mesma legenda da UDN para as eleições nacionais.

### Deputado federal constituinte de 1946

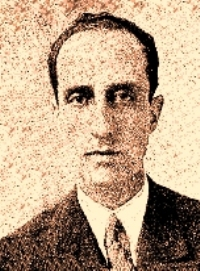
Deputado federal constituinte por Goiás, Domingos Neto de Vellasco, na Assembleia Constituinte de 1946.

Em 2 de dezembro de 1945, embora o brigadeiro Eduardo Gomes, candidato da UDN a presidente, ter sido derrotado por Eurico Gaspar Dutra – candidato de Vargas –, o partido conseguiu eleger 77 deputados federais — entre eles Vellasco, por Goiás — e dez senadores. Como deputado federal, Vellasco teve atuação na Assembleia Nacional Constituinte, instalada em 5 de fevereiro de 1946. No Congresso Nacional, assumiu a liderança da defesa do monopólio estatal do petróleo. Como Constituinte, Vellasco foi o Relator-Geral da Comissão Encarregada de Estudar a Situação dos Trabalhadores da Light e membro da Comissão de Amparo e Defesa da Pecuária.
Conforme os Anais da Câmara dos Deputados, logo no início dos trabalhos constituintes, Domingos Vellasco tomou a palavra para manifestar-se veementemente contrário à vigência da Constituição de 1937 (11,343; 11, 377) e para ler documento elaborado pela Esquerda Democrática analisando a conjuntura econômico-política do momento e criticando a postura governamental de repressão às greves (I1I, 51). Também ocupou a tribuna para proferir vários discursos enfocando a situação da pecuária no Brasil Central (IV, 226-231; VIII, 397-400; XIV, 523-524; XVII, 204; XIX, 359) nos quais criticou duramente os proprietários dos frigoríficos e os "grupos do capital financeiro internacional" por estarem especulando no mercado de carnes em detrimento dos fazendeiros criadores de gado, e expôs várias reivindicações dos pecuaristas ao Governo Central.
Além disso, posicionou-se diversas vezes contra as medidas governamentais de repressão ao movimento grevista e sindical, e manifestou-se favorável ao mandato de quatro anos para deputados e para presidente da República, e veementemente contrário à concessão à Câmara e ao Senado Federal da prerrogativa de suspensão das imunidades dos parlamentares.
Na condição de Relator-Geral da Comissão Encarregada de Estudar a Situação dos Trabalhadores da Light, posicionou-se a favor da readmissão dos trabalhadores demitidos durante a greve na empresa anglo-canadense (XII,336). Apresentou uma emenda ao Projeto de Constituição, a de No. 3.550, regulamentando a aposentadoria, por tempo de serviço, do funcionalismo público.
Em 6 de agosto de 1947, a Esquerda Democrática da União Democrática Nacional transformou-se no Partido Socialista Brasileiro , com o mesmo programa e propostas da ala esquerdista da UDN. O PSB contava na sua bancada com os dois deputados federais, Domingos Vellasco (GO) e João Mangabeira (BA) eleitos pela ED. Vellasco foi a Roma conversar com o Papa Pio XII sobre os alicerces do socialismo cristão no PSB.
O PSB propunha-se a ser de “todos os que dependam do próprio trabalho”. Defendia reformas imediatas como a nacionalização de áreas economicamente estratégicas, a ampliação dos direitos dos trabalhadores, a garantia de saúde e educação públicas, além do desenvolvimento da democracia e dos meios de participação popular. Teve, na Folha Socialista, desde 1947, um centro de debates. Em 1950 tornou-se um semanário, vendido em bancas, combinando o debate político com as informações cotidianas.

### O embate com Prestes
Em 1948, envolveu-se em uma polêmica com Luís Carlos Prestes, que o denunciava como mesmerizado pelo imperialismo. Indubitavelmente, era uma crítica absurda e infundada, pois Vellasco jamais se mostrara adepto do imperialismo. A questão era outra: Vellasco, socialista cristão, era contrário às ideias radicais do comunista Prestes.
Em longo artigo no jornal Diário de Notícias, do Rio de Janeiro, de 20 de junho de 1948, Domingos Vellasco discorreu sobre a “incapacidade política dos dirigentes comunistas" e divulgou alguns dos ensinamentos socialistas. Nesse artigo, o deputado manifestou-se, alegando que "(...) cabe-lhes (aos comunistas) a maior parcela de responsabilidade no retrocesso democrático em que vivemos. (...) Nestes três anos, eles (os dirigentes comunistas) têm cometido erros fundamentais (...) críticas em nada influem na orientação do comunismo internacionalizado. Servem, porém, para definir posições. (...) O PSB sempre acertou, nestes três anos de vida, porque tem quadros mais experientes e mais capazes que os do PCB. (...) Podemos admirar os orientais, inclusive o povo russo que tanto cresceu na nossa estima durante a última guerra. Mas é desconcertante pensar que nas divergências que sequer afetam os nossos interesses, entre o Ocidente e a Rússia, o povo brasileiro possa pender para esta com a qual não temos nenhum traço de união.", sentenciou Vellasco.
Francisco Britto, em entrevista ao Jornal Opção, de Goiás, menciona Domingos Vellasco do seguinte modo: Vellasco teve uma polêmica com Prestes. Quando saiu para a legalidade, no auge do seu prestígio, Prestes, na revista Fundamentos, do PCB, escreveu um tratado de 30 a 40 páginas intitulado O Imperialismo em Busca de Novos Quadros , contra Domingos Vellasco, que então respondeu ao Prestes, contundentemente, frisando-lhe que o erro dos comunistas era o radicalismo, que os levava ao isolamento. Vellasco era um homem de esquerda, de muita perspicácia. Em um Estado em que só se elegia quem tinha curral eleitoral, ele conseguia ser eleito sem pedir votos.”.

## Senado Federal

Vellasco como Senador por Goiás.

Domingos Vellasco, em 1950 foi eleito como o primeiro senador latino-americano socialista pelo PSB de Goiás. Tornou-se secretário-geral do partido e o seu líder no Senado Federal.
Em 1950, em  meio à oposição da UDN ao recém-eleito presidente Getúlio Vargas, o senador Domingos Vellasco declarou: “A posição dos socialistas é a de quem alerta o Sr. Getúlio Vargas. Desejamos, como defensores da Constituição, que ele se mantenha na Presidência da República até o fim do seu mandato. E assim o desejamos, porque, como socialistas democráticos, somos contrários a qualquer golpe, a qualquer ditadura, a qualquer substituição de governo que implique retrocesso político, mas exigimos dos poderes constituídos a punição de todos os corruptores e dilapidadores da fortuna pública.”.
Em 1951, no Rio de Janeiro, então Distrito Federal, Domingos Vellasco e João Mangabeira criaram o jornal O Popular, diário e vespertino, extinto em outubro de 1954. Embora Vellasco e Mangabeira fossem vinculados ao PSB, o jornal não era órgão do Partido.
No seu manifesto de fundação, Vellasco destacou as linhas ideológicas fundamentais do seu pensamento político, consagrando os princípios fundamentais da proposta do jornal O Popular: a) Regime representativo, de origem popular, através do sufrágio universal, direto e secreto, com representação proporcional; b) Liberdade de manifestação do pensamento pela palavra escrita, falada e irradiada; liberdade de organização partidária, liberdade de associação, liberdade de reunião, liberdade de cátedra; c) Liberdade de crença e de cultos, de modo que nenhum deles tenha com o governo da União ou dos Estados relações de dependência ou aliança; d) Autonomia sindical e direito de greve. No clamor das reivindicações populares que no mundo inteiro se levantam, há uma nota de vibração particular: a defesa da liberdade civil e política.
O Popular voltava-se para os problemas trabalhistas, procurando enfatizar as reivindicações das massas proletárias, com as quais o jornal afirmava estar totalmente alinhado. O projeto político de Vellasco foi concebido, muito especialmente, pelo seu fortíssimo movimento a favor da nacionalização do petróleo; da liberdade sindical, e da conjuntura política nacional como um todo, a exemplo da participação ou não do Brasil na guerra da Coreia.
Havia uma proximidade de Vellasco e de Mangabeira com as posições e o projeto político dos trabalhistas, mas não impedia que tecessem críticas severas aos trabalhistas, inclusive aos getulistas.
Em 9 de julho de 1951, sob a manchete “Ditadura Fascista sobre os sindicatos – ‘trabalhistas’ tiram a máscara...”, Vellasco cobrava do presidente Getúlio o cumprimento da promessa por ele feita, nos festejos do 1º de maio daquele ano, de promover a sindicalização em massa dos trabalhadores - fato que se tornava urgente, pois o que “está fazendo o Ministério do Trabalho com os seus 'pelêgos' é matar a sindicalização livre; transformar os sindicatos dos trabalhadores em uma espécie de curral em que os operários e empregados, como animais ou como escravos, são tangidos pelos senhores do ministério.” (O Popular, 09/07/1951, p. 1).
Dois meses e pouco depois, o jornal O Popular voltava a cobrar do governo Vargas: “Onde está a liberdade para os trabalhadores?”, pois eram inúmeros os sindicatos sob intervenção e muito frequente a violência policial contra reuniões e encontros, e a repressão às greves. O jornal concluía que nada tinha mudado em relação ao governo do seu sucessor, o general Eurico Gaspar Dutra, cujo mandato ficou marcado como intensamente repressivo e conservador (O Popular, 17/09/1951, p. 2).
O principal ponto de atrito entre Vellasco e o PTB era o referente à perseguição e repressão aos comunistas. No início da década de 1950, enquanto os trabalhistas eram francamente favoráveis à exclusão integral do PCB da vida política do País, mesmo que para isso fosse preciso usar e abusar da violência, Vellasco combatia veementemente tal postura. O “anticomunismo” era, segundo O Popular, "Uma das mais rendosas ‘indústrias’ que tem florescido recentemente no Brasil (...) Jornais falidos, escritores semianalfabetos, jornalistas sem leitores, ‘pelegos’, desprezados pelos trabalhadores, tiras fantasiados de ‘orientadores’ e ‘técnicos’ sindicais do Ministério do Trabalho – todos esses têm conseguido gordas subvenções e polpudas gorjetas, com a exploração do ‘anticomunismo’. Como tem sido rendosa!" (O Popular, 14/07/1951, p. 3).
Vellasco publicou: “Para se combater a ideia e a ação dos comunistas, os métodos têm de ser outros. Os métodos da justiça, da educação, do esclarecimento dos seus erros. Enfim, os métodos da democracia que somente pode ser defendida por métodos democráticos.” (O Popular, 18/08/1951, p. 3).
O Popular cobriu a questão de terras no Sertão Carioca. As reportagens tinham um caráter informativo e, também, difundiam concepções e valores ideológicos e doutrinários, presentes no programa político do PSB, tanto por meio de argumentos ou afirmativas explícitos, como pelo modo como os fatos eram enfocados. As matérias propugnavam implícita e explicitamente a necessidade de realização da reforma agrária e a defesa dos interesses nacionais. 
Vellasco, no primeiro dia do mês de agosto de 1951, apresentou uma matéria que tinha como manchete: “Espoliados os lavradores brasileiros em favor de trustes estrangeiros.”. Posteriormente, a manchete na primeira página foi: “Corre sangue na luta pelas terras do Sertão Carioca”.
Quanto à questão fundiária no Sertão Carioca, Vellasco sustentava: “Basta que a própria Prefeitura realize um levantamento das terras em litígio. Nesse levantamento deve ser apurado se o posseiro cultiva realmente a terra que ocupa e, sobretudo, se não é ele funcionário público, militar ou comerciante. Não basta ele ser lavrador. Torna-se necessário que exerça essa atividade. Apurado isso, a Prefeitura entraria em entendimentos com os proprietários de empresas imobiliárias no sentido de desapropriar por preço conveniente, os lotes ocupados por lavradores, e os venderia a esses mesmos lavradores em prestações suaves.”.
Uma das primeiras reportagens sobre conflitos de terra no Sertão Carioca foi publicada em O Popular, no dia 10 de julho de 1951, sobre um caso ocorrido em Pedra de Guaratiba, envolvendo, de um lado, o pretenso proprietário Pedro Moacyr, e, de outro, famílias de pequenos lavradores. Nessa matéria, há pontos comuns entre a abordagem realizada pelo jornal de Domingos Vellasco e os jornais ligados a outras correntes políticas, como o comunista Imprensa Popular, o trabalhista O Radical, e o liberal-conservador O Globo. Neles há uma contundente condenação às investidas do pretenso proprietário em despejar dezenas de famílias de pequenos lavradores.
O caso da Pedra de Guaratiba levava Vellasco, em O Popular, a mais uma vez afirmar a sua posição sobre a questão do anticomunismo, que a seu ver era mais um instrumento de preservação de interesses do que um valor de fundo “patriótico e cristão”. Tal bandeira era acionada por grupos tradicionais, conservadores, interessados na manutenção do monopólio de poder, inclusive sobre a terra. Esse poder não era apenas econômico, já que ostentavam relações bem próximas com instâncias do poder público. Em outro trecho O Popular referia-se a esse aspecto: “O proprietário é poderoso. É tão poderoso que conseguiu que a Delegacia de Ordem Política e Social enviasse a Mangaratiba [sic] um policial para dar cobertura ao seu ato desumano. Entretanto, mesmo acompanhado de um investigador, não teve o proprietário êxito, uma vez que os prejudicados, não se intimidaram, recusam abandonar seus lares.”. E aqui Vellasco divergia da direita e de amplos setores do trabalhismo que fomentavam a indústria do anticomunismo.
Com a morte de Getúlio Vargas, em agosto de 1954, findou o esquema de financiamento de órgãos da imprensa, realizado pelo Banco do Brasil. O Popular foi um dos últimos jornais a receberem o subsídio do governo. Em outubro de 1954, o jornal de Vellasco no Rio de Janeiro encerrava definitivamente as suas atividades. Sem subsídio, Vellasco não conseguiu ir adiante, especialmente porque o papel e a tinta eram importados.
No Senado Federal, Domingos Vellasco continuou a empenhar-se, contundentemente, pelo monopólio estatal do petróleo e pela criação da Petrobras. Entre os seus aliados nessa luta estavam Alberto Pasqualini, do PTB do Rio Grande do Sul, Landulfo Alves, do PTB da Bahia, e Kerginaldo Cavalcanti de Albuquerque, do PSP do Rio Grande do Norte. A Petrobras foi criada em 1953 pelo Presidente Vargas, e é considerada “filha” de Vellasco.
Entre as suas funções no Senado Federal, o senador Domingos Vellasco presidiu as delegações brasileiras nas conferências da União Interparlamentar (UP). A Resolução da Câmara dos Deputados nº 378, de 28 de setembro de 1953, assinada por Nereu Ramos, presidente da Casa, normalizou a indicação de quatro membros para a delegação que representou o Brasil na Conferência da União Interparlamentar, realizada em Washington D. C., nos EUA, em outubro de 1953. Domingos Vellasco presidiu a delegação.
O Grupo Brasileiro foi oficialmente fundado em 25 de outubro de 1954 e reconhecido como serviço de cooperação interparlamentar pelo Senado Federal em 6 de junho de 1955 (Resolução nº 9) ,  e pela Câmara dos Deputados em 22 de junho de 1955 (Resolução nº 28).  Em 18 de maio de 1955, a sessão plenária aprovou o primeiro Regimento Interno, elegeu Vellasco como o seu presidente e os titulares de novos cargos, completando a composição da Comissão Executiva  .
Consoante a Resolução nº 23 de 27 de julho de 1954, o Presidente do Senado Federal, João Café Filho, designou o senador Domingos Vellasco (GO – PSB) para comparecer à Conferência Anual da União Interparlamentar , como líder representante do Grupo Nacional do Senado Federal do Brasil, observado o princípio constante do parágrafo único do art. 40 da Constituição Federal.
Em 18 de maio de 1955, a sessão plenária aprovou o primeiro regimento interno, elegeu o senador Domingos Netto de Vellasco (GO – PSB) o seu presidente e os titulares de novos cargos, completando a composição da Comissão Executiva. Ao lado de Vellasco esteve o senador Saturnino Braga, entre outros. E assim foi nos anos subsequentes, inclusive por ocasião da Conferência da União Interparlamentar na Polônia.
Vellasco presidiu o Grupo Brasileiro na 47ª Conferência da União Interparlamentar, realizada no Rio de Janeiro, de 24 de julho a 1º de agosto de 1958. Nessa ocasião, por proposta do senador Vellasco, foi criado o Grupo Regional Americano da União Interparlamentar, integrado por Brasil, Chile, Argentina, Nicarágua, Panamá, Paraguai, Peru e Venezuela.  Vellasco teve destacada atuação, também, na reunião do Conselho da União Interparlamentar em Genebra.
Na União Interparlamentar reside a origem do atual Parlamento Latino-Americano, do qual passaram a participar, em virtude de posterior integração, outros países do Continente. Enquanto participou das delegações brasileiras nos trabalhos da União Interparlamentar, Vellasco teve desempenho como político, diplomata e conferencista, em prol da Paz Mundial.
Independentemente da União Parlamentar e a convite de governos, Vellasco visitou a China por duas vezes e outros países comunistas, como a União Soviética, a Checoslováquia, a Polônia e a Hungria, e muitos países capitalistas, com êxito diplomático para o Brasil.
Em 1959, Vellasco foi eleito deputado federal pelo Estado do Rio de Janeiro, dessa vez pelo Partido Trabalhista Brasileiro (PTB) de João Goulart e Leonel Brizola.

## Ministro togado do TST e cassação dos direitos políticos
Indicado pelo Presidente Juscelino Kubitschek de Oliveira, , em 8 de fevereiro de 1961, Vellasco assumiu o cargo vitalício de Ministro Togado do Tribunal Superior do Trabalho (TST), após renunciar ao seu mandato de deputado federal pelo Estado do Rio de Janeiro. Em 31 de dezembro de 1968, Domingos Netto de Vellasco teve os seus direitos políticos cassados pelo Ato Institucional Número 5 da Ditadura Militar instaurada no Brasil em 1964.

## Morte
Vellasco faleceu em 10 de março de 1973, no Hospital Samaritano, no bairro de Botafogo, na cidade do Rio de Janeiro, RJ, na companhia de Bella, sua mulher, dos seus filhos Colmar e Cleone, e de Ana Maria, a sua neta mais velha.. Foi enterrado no cemitério Jardim da Saudade, no Rio de Janeiro, RJ, no dia 11 de março de 1973.

### Homenagempost mortemno Senado Federal do Brasil[27]
| “ | REQUERIMENTO No. 6, de 1973. (p. 41 a 43) Requeremos, na forma regimental, pelo falecimento do ex-Senador Domingos VeIlasco: a) inserção em ata de um voto de a) profundo pesar; b) apresentação de condolências à família e ao Estado de Goiás. Sala das Sessões, em 12 de março de 1973. Nelson Carneiro - Cattete Pinheiro - Osires Teixeira - Petrônio Fortella - Ruy Carneiro - Benjamin Farah. O SR. PRESIDENTE (Paulo Torres) - Concedo a palavra ao nobre Senador Nelson Carneiro. O SR. NELSON CARNEIRO - (Sem revisão do orador.) Sr. Presidente, Srs. Senadores, havia assinado, com o nobre Senador Petrônio Portella, esse requerimento, em primeiro lugar. Mas entendi que a homenagem, embora fosse de toda a Nação, deveria partir da nobre bancada de Goiás. Infelizmente, não vejo neste instante neste plenário o seu primeiro signatário, o nobre Senador Osires Teixeira. Todos nós, os que envelhecemos na vida pública, conhecemos Domingos Vellasco e dele temos que guardar a imagem de um combatente, de um lutador, de um inconformado. Foi um dos quatro parlamentares presos nos dias que antecederam a 1937. Colhido no gozo de suas Imunidades, a Câmara de então transigiu e, em vez de reivindicar a volta ao seu seio dos seus representantes, teve a fraqueza de apoiar o ato governamental, concedendo a licença para o processo. Os parlamentos, Sr. Presidente, podem ruir por insubmissão, como a Assembleia de 1823; mas também podem desaparecer sem o apreço público pela submissão excessiva. Assim foi em 1937. Domingos Vellasco foi um homem fiel a. si mesmo. Integrante do Partido Socialista, um pequeno partido, manteve até a morte as suas ideias, lutou por elas, trabalhou por elas. Mas a sua projeção foi além das fronteiras do Pais e lhe coube, na direção do Grupo Brasileiro da União Interparlamentar, levar ao estrangeiro a expressão viva do Parlamento Nacional. Deixou nesta Casa, além de amizades, recordações da sua dignidade, da sua intrepidez, da coragem com que sempre defendeu aquilo que lhe parecia correto. O Sr. Benjamin Farah - V. Exa., permite um aparte? O SR. NELSON CARNEIRO - Com muita honra, nobre Senador. O Sr. Benjamin Farah - V. Exa. fala como Líder da nossa bancada. Mas eu me permito dar um aparte a V. Exa., porque tive a satisfação de privar aqui, neste Congresso, com Domingos Vellasco. Pertenci àquela Constituinte de 1946, a que S. Exa. também pertenceu. Já o conhecia de longa data, através de suas lutas, de suas posições, de sua combatividade - e vim encontrá-lo naquela famosa Assembleia de 1946. Na verdade é isso mesmo. Ele sempre se colocou na defesa das suas causas, das grandes causas, com uma bravura invulgar; não temia as pressões, viessem de onde viessem. Em todos os movimentos de interesse dos trabalhadores, Domingos VeIlasco estava sempre na linha de frente e, ainda mais, nos movimentos de interesse do País. Quantas vezes fomos à praça pública – eu, muito jovem ainda, inexperiente, ao lado de Domingos Vellasco, Gabriel Passos e Artur Bernardes, para defender certas teses, como aconteceu no caso do petróleo. Quando defendíamos a tese de que "o petróleo é nosso", éramos escorraçados e perseguidos pela Policia; em verdade, o petróleo hoje é nosso, mas graças a uma luta que velo de longe, ganha em batalhas de rua, enfrentando os piores inimigos, não só do povo como do País, que não permitiam que se defendesse uma causa como a do petróleo e outras do interesse nacional, como a areia monazítica etc. Portanto, quero me congratular com V. Exa. e trazer o testemunho de um ex-companheiro de Domingos Vellasco, que sempre manteve no Congresso uma linha de comportamento corajosa na defesa dos interesses do País. Quero particularmente me reportar a um discurso que ele proferiu certa vez na Câmara dos Deputados, alertando os políticos contra os nossos inimigos ostensivos e contra os que estão encapuçados, sobretudo aqueles que estão em postos administrativos e "que vivem a proclamar por aí: eu não sou político, sou técnico, administrador, não quero nada com a política" mas que, muitas vezes, combatem a politica e servem-se dos políticos. Ele fez essa advertência com multa propriedade. O discurso de v. Ex:.a merece a nossa irrestrita solidariedade, e aqui está também a expressão de solidariedade de um companheiro de Domingos Vellasco nas suas lutas dentro da Câmara e fora do Parlamento. O SR. NELSON CARNEIRO - Agradeço a V. Exa. a contribuição que trouxe à modéstia do meu discurso. Sr. Presidente, a diferença entre a Câmara dos Deputados e o Senado Federal é que a Câmara é constituída de jovens, dos que começam, em geral, a vida. Aqui estão os que vêm de longas caminhadas pelos roteiros do passado. Não é preciso, portanto, numa casa de homens vividos na área politica, para não dizer na arena politica, recordar quem foi Domingos Vellasco. Cada um de nós o conheceu, cada um de nós sabe de suas virtudes e, possivelmente, de seus defeitos. Hoje, que ele desapareceu, rogo ao Senado que lhe preste uma homenagem: a homenagem do seu respeito a um homem que foi autêntico, absolutamente igual a si mesmo, que nunca transigiu, que nunca deixou morrer dentro de si o ideal que o animava. O Sr. Osires Teixeira - V. Exa. permite um aparte, nobre Senador? O SR. NELSON CARNEIRO - Com muita honra. O Sr. Osires Teixeira - Surpreendido com a notícia da morte do eminente ex-senador Domingos Vellasco há questão de instantes, por V. Exa., tive a honra de subscrever também com V. Exa. o requerimento de pesar, que não é de Goiás, mas de todo o Brasil. E deveria mesmo, pronunciar um discurso após o de V. Exa. sobre Domingos Vellasco. Mas V. Exa., que viveu com ele tantos e tantos dias, que sentiu em Domingos Vellasco aquele político que realmente era, aquele homem destemido que sempre foi, aquele homem que, antes de parlamentar, antes de politico, fazia escola política, como fez, dá-me a tranquilidade de agora apartear para agradecer em nome de Goiás, agradecer em nome daquele povo que, como Domingos Vellasco, sempre se colocou na vanguarda dos grandes acontecimentos nacionais, a homenagem que ora prestamos a Domingos Vellasco, homem que durante anos e anos militou na política de Goiás e que durante longo tempo ali fez escola politica, para Goiás e para a coragem, de destemor, de arrojo em dizer a verdade, ainda que isto lhe pudesse custar a liberdade. O SR. NELSON CARNEIRO - V. Exa. situa um aspecto de Domingos Vellasco. É que ele não podia, pela sua grandeza, pela sua bravura, pela sua vida, ficar contido dentro dos generosos limites de Goiás. Ele foi, realmente, um político brasileiro, porque a sua palavra foi além dos lindes da terra goiana, para contagiar moços e velhos através dos livros que deixou, pregando os pontos de vista que sempre foram os seus e que com ele não hão de desaparecer. Repousa ele hoje na terra carioca, no cemitério que se chama Jardim da Saudade. Aquele homem que enfrentou tantos espinhos na vida merecia um jardim sem espinhos na morte. Dele não ficará a saudade apenas; todos que o conheceram, todos os que se abeberaram nos seus livros hão de prestar-lhe homenagem de respeito e de admiração pela sinceridade, lealdade e bravura com que serviu a si mesmo, a Goiás, ao Congresso Nacional e ao Brasil. (Muito bem! Muito bem! Palmas prolongadas.) O SR. PRESIDENTE (Paulo Torres) - Em votação o requerimento. Os Srs. Senadores que o aprovam queiram conservar-se sentados. (Pausas.) Aprovado. A Mesa associa-se às justas homenagens que vêm de ser prestadas ao ex-Senador Domingos Vellasco e fará cumprir a deliberação da Casa. Comparecem mais os Srs. Senadores: Milton Trindade - Clodomir Millet - Fausto Castelo Branco - Arnon de Mello - Lulz Cavalcante- Magalhães Pinto - Ney Braga - Guldo Mondin. | ” |
|   | — CONGRESSO NACIONAL – ANAIS DO SENADO. |   |

## Obras
Vellasco escreveu e publicou as seguintes obras: 
- Direito Eleitoral, Systema Eleitoral, Nullidades, Crítica
- Defesa previa apresentada ao tribunal de segurança nacional
- Rumos políticos: carta a um comunista, carta a um católica, carta a um integralista, carta a um democrata;
- O que é cristianismo social;
- Nova China;
- Coisas de Baú Velho- Tronco da Família Vellasco de Goiás.